# Loreak
Loreak è un film del 2014 diretto da Jon Garaño e Jose Mari Goenaga.

## Trama
La vita di Ane cambia quando, settimana dopo settimana, riceve un mazzo di fiori a casa. Sempre alla stessa ora e sempre senza conoscere il mittente.